# Liste der Internationalen Meister der Frauen (Verleihung 1961 bis 1970)

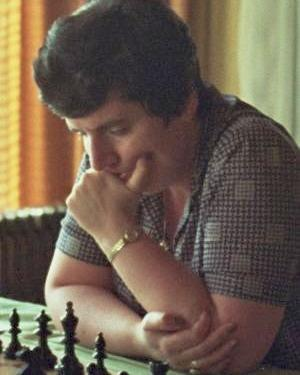
Nona Gaprindaschwili wurde 1978 als erste Frau zum Großmeister ernannt.

Die Liste der Internationalen Meister der Frauen (Verleihung 1961 bis 1970) führt alle Schachspielerinnen auf, die in den Jahren 1961 bis 1970 vom Weltschachbund FIDE den Titel Internationaler Meister der Frauen erhalten haben.
Im Januar 2022 sind noch 19 der in diesen Jahren 37 geehrten Spielerinnen am Leben. Zwölf der 37 Spielerinnen erreichten später den Titel der Großmeisterin der Frauen (darunter Nona Gaprindaschwili, die 1962 die Schachweltmeisterschaft der Frauen gewann und für diesen Erfolg mit dem Titel eines Internationalen Meisters ausgezeichnet wurde sowie 1978 als erste Frau zum Großmeister ernannt wurde), drei Spielerinnen wurde der Titel einer Ehren-Großmeisterin der Frauen verliehen.

## Legende
Die Tabelle enthält folgende Angaben:
- Name: Nennt den Namen der Spielerin.
- Jahr: Nennt das Jahr, in dem der Spielerin der WIM-Titel verliehen wurde.
- Land: Nennt das Land, für das die Spielerin zum Zeitpunkt der Titelverleihung spielberechtigt war.
- Lebensdaten: Nennt das Geburtsjahr und gegebenenfalls das Sterbejahr der Spielerin.
- WGM: Gibt für Spielerinnen, die später zur Großmeisterin der Frauen ernannt wurden, das Jahr der Verleihung an.
- HWGM: Gibt für Spielerinnen, die später zur Ehrengroßmeisterin der Frauen ernannt wurden, das Jahr der Verleihung an.
- weitere Verbände: Gibt für Spielerinnen, die früher oder später für mindestens einen anderen Verband spielberechtigt waren, diese Verbände mit den Zeiträumen der Spielberechtigung (sofern bekannt) an. Verbandswechsel aufgrund der deutschen Wiedervereinigung sind nicht aufgeführt, sonstige Wechsel zu einem Nachfolgestaat sind berücksichtigt, sofern die Spielerin zu diesem Zeitpunkt noch schachlich aktiv war.

## Liste
| Name                  | Jahr | Land                            | Lebensdaten | WGM  | HWGM | weitere Verbände                       |
| --------------------- | ---- | ------------------------------- | ----------- | ---- | ---- | -------------------------------------- |
| Nana Alexandria       | 1966 | Sowjetunion                     | 1949        | 1976 |      | Georgien (seit 1992)                   |
| Olha Andrjejewa       | 1967 | Sowjetunion                     | 1937        |      |      |                                        |
| Wenka Asenowa         | 1965 | Bulgarien                       | 1930–1986   |      | 1986 |                                        |
| Helga Axt             | 1961 | Bundesrepublik Deutschland      | 1937        |      |      |                                        |
| Gertrude Baumstark    | 1970 | Rumänien                        | 1941–2020   |      |      | Deutschland (ab 2004)                  |
| Tanja Belamarić       | 1967 | Jugoslawien                     | 1946        |      |      | Kroatien (seit 1992)                   |
| Rimma Bilunowa        | 1968 | Sowjetunion                     | 1940–2015   |      |      | Russland (ab 1992)                     |
| Ruth Cardoso          | 1970 | Brasilien                       | 1934–2000   |      |      |                                        |
| Clara Friedman        | 1966 | Israel                          | 1920–2015   |      |      |                                        |
| Nona Gaprindaschwili  | 1961 | Sowjetunion                     | 1941        | 1976 |      | Georgien (seit 1992)                   |
| Károlyné Honfi        | 1969 | Ungarn                          | 1933–2010   |      |      |                                        |
| Maria Ivanka          | 1968 | Ungarn                          | 1950        | 1978 |      |                                        |
| Ljubica Jocić         | 1966 | Jugoslawien                     | 1936        |      |      |                                        |
| Katarina Jovanović    | 1964 | Jugoslawien                     | 1943–2021   |      | 1986 |                                        |
| Alexandra Kislowa     | 1966 | Sowjetunion                     | 1946        |      |      |                                        |
| Henryka Konarkowska   | 1961 | Polen                           | 1938        | 1968 |      | Jugoslawien (seit 1965)                |
| Natalja Konopljowa    | 1970 | Sowjetunion                     | 1944–2011   |      |      |                                        |
| Walentina Koslowskaja | 1965 | Sowjetunion                     | 1938        | 1976 |      | Russland (seit 1992)                   |
| Edit Krizsan          | 1965 | Ungarn                          | 1938        |      |      |                                        |
| Alla Kuschnir         | 1962 | Sowjetunion                     | 1941–2013   | 1976 |      | Israel (ab 1975)                       |
| Mirosława Litmanowicz | 1967 | Polen                           | 1928–2017   |      |      |                                        |
| Milka Ljiljak         | 1967 | Jugoslawien                     | 1942        |      |      | Slowenien (seit 1992)                  |
| Zsuzsa Makai          | 1970 | Rumänien                        | 1945–1987   |      |      | Ungarn (ab 1979)                       |
| Jana Malypetrová      | 1969 | Tschechoslowakei                | 1947        | 1982 |      | England (seit 1970)                    |
| Nina Medjanikowa      | 1970 | Sowjetunion                     | 1936        |      |      | Russland (seit 1992)                   |
| Margareta Perevoznic  | 1967 | Rumänien                        | 1936–2021   |      |      |                                        |
| Maaja Ranniku         | 1964 | Sowjetunion                     | 1941–2014   |      |      | Estland (ab 1992)                      |
| Rodica Reicher        | 1970 | Rumänien                        | 1934        |      |      |                                        |
| Jelena Rubzowa        | 1970 | Sowjetunion                     | 1947        | 1977 |      | Russland (seit 1992)                   |
| Tatjana Satulowskaja  | 1961 | Sowjetunion                     | 1935–2017   | 1976 |      | Russland (1992–2002), Israel (ab 2002) |
| Waltraud Schameitat   | 1966 | Deutsche Demokratische Republik | 1940–2007   |      |      |                                        |
| Tereza Štadler        | 1966 | Jugoslawien                     | 1936–2001   | 1978 |      |                                        |
| Margareta Teodorescu  | 1964 | Rumänien                        | 1932–2013   | 1985 |      |                                        |
| Alla Tschaikowskaja   | 1962 | Sowjetunion                     | 1934–2007   |      |      | Georgien (ab 1992)                     |
| Zsuzsa Verőci         | 1969 | Ungarn                          | 1949        | 1978 |      |                                        |
| Štěpánka Vokřálová    | 1970 | Tschechoslowakei                | 1949        |      |      | Bundesrepublik Deutschland (seit 1981) |
| Corry Vreeken         | 1968 | Niederlande                     | 1928–2025   |      | 1987 |                                        |